# Juan Aspra
Juan Aspra Fernández (Oviedo, 19 de marzo de 2002) es un futbolista español que juega como lateral izquierdo en el Antequera C.F. de la Primera Federación.

## Trayectoria
Nacido en Oviedo, se une al fútbol base del Real Sporting de Gijón procedente del Astur Club de Fútbol, y debuta con el filial el 30 de enero de 2021 al entrar como suplente en la segunda mitad de un empate por 1-1 frente al C. D. Numancia en la Segunda División. El 30 de enero de 2021 renueva su contrato con el club y asciende definitivamente al filial.
Logra debutar con el primer equipo el 26 de marzo de 2023 al entrar como suplente en los minutos finales de un empate por 1-1 frente a la Unión Deportiva Las Palmas en la Primera División.
En julio de 2023, es cedido por el club rojiblanco al Marino de Luanco para la temporada 2023-24, disputando un total de 30 partidos de liga y 2 de Copa Federación y logrando anotar un gol frente al Club Deportivo Cayón en la segunda vuelta de liga.
El 16 de julio de 2024, pasa a fornar parte de la plantilla del Antequera C.F.

## Clubes
Actualizado al último partido disputado el 12 de enero de 2025.
| Club                  | País   | Año       | Partidos | Goles |
| --------------------- | ------ | --------- | -------- | ----- |
| Sporting de Gijón "B" | España | 2021-2023 | 32       | 0     |
| Sporting de Gijón     | España | 2023      | 1        | 0     |
| Marino de Luanco      | España | 2023-2024 | 32       | 1     |
| Antequera C.F.        | España | 2024-2025 | 13       | 0     |